# Zbiornik Stradomia
Zbiornik Stradomia, Zalew Stradomia – zaporowy zbiornik wodny na Widawie, położony w województwie dolnośląskim, w powiecie oleśnickim, w odległości około 8 kilometrów od Sycowa, w pobliżu miejscowości Stradomia Wierzchnia.

## Opis
Zalew Stradomia położony jest około 600 metrów na północny-wschód od zabudowań wsi Stradomia Wierzchnia, w górnym biegu rzeki Widawy, między 10,68 a 11,96 km licząc od jej źródła. Jest on pierwszym z dwóch zbudowanych na rzece na przełomie XX. i XXI. wieku zbiorników retencyjnych, a dopływająca do niego woda pochodzi ze zlewni o powierzchni 46,84 km². Na jego zachodnim brzegu znajdują się zabudowania letniskowe, plaża oraz infrastruktura gastronomiczno-turystyczna, od strony północnej i wschodniej otoczony jest przez las oraz przebiegającą w pobliżu linię kolejową nr 181, natomiast od południowej zamknięty jest przez zaporę ziemno-betonową o długości 361 metrów. Zwierciadło wody położone jest na wysokości około 179 m n.p.m. Jego powierzchnia wynosi ok. 30 ha, a długość linii brzegowej to 3,5 km. Budowa obiektu prowadzona była etapami w latach 90. XX wieku, a ostatecznego otwarcia dokonano w 2000 roku. W latach 2014–2015 przeprowadzona została modernizacja zbiornika polegającą na jego oczyszczeniu, pogłębieniu i ubezpieczeniu skarpy zapory czołowej. Zalew obecnie, oprócz pierwotnej funkcji retencyjnej, pełni również funkcję rekreacyjno-wypoczynkową. Stanowi on także ostoję wielu gatunków ryb, ptaków wodnych, a w jego najbliższej okolicy można spotkać m. in. bażanty, zające, sarny czy dziki. Ponadto na terenie leśnym ok. 400 metrów na wschód od brzegu zbiornika znajduje się użytek ekologiczny "Storczyk" o powierzchni 9,65 ha, którego celem ochrony jest zachowanie licznych stanowisk storczyka szerokolistnego (Dactylorhiza majalis) i storczyka krwistego (Orchis incarnata). Gospodarzem akwenu jest podlegający PZW Wrocław obwód rybacki "Zbiornik Stradomia" na rzece Widawa nr 1, który prowadzi na jego terenie zawody wędkarskie i zarybienia.

## Parametry zbiornika
Parametry zbiornika:
- Normalny poziom piętrzenia (NPP) – 179,00 m n.p.m.
- Maksymalny poziom piętrzenia (MaxPP) – 179,30 m n.p.m.
- Maksymalny forsowany poziom piętrzenia (NadPP) – 179,45 m n.p.m.
- Maksymalna głębokość zbiornika – 2,50 m[c]
- Średnia głębokość zbiornika – 1,58 m
- Powierzchnia zbiornika przy NPP – 29,59 ha
- Średnia długość zbiornika – 1200 m
- Średnia szerokość zbiornika – 250 m
- Objętość całkowita zbiornika przy NPP – 378,804 tys. m³
- Objętość całkowita zbiornika przy MaxPP – 497,471 tys. m³
- Nachylenie skarpy zachodniej zbiornika – 1:10
- Nachylenie skarpy wschodniej zbiornika – 1:3
- Minimalny spadek poprzeczny dna zbiornika – 1,0 ‰

Parametry zapory czołowej:
- Typ zapory – ziemno-betonowa
- Klasa budowli – IV
- Rzędna korony zapory – 180,50 m n.p.m.
- Szerokość zapory – 6,50 m
- Długość zapory ziemnej w części umocnionej – 361 m
- Kubatura nasypu – 23 645 tys. m³
- Nachylenie skarpy odwodnej – 1:2,5
- Nachylenie skarpy odpowietrznej – 1:2,5

## Zanieczyszczenie
Według danych z 2011 roku i lat 2014–2019 stan ekologiczny wód Zbiornika Stradomia określany jest jako umiarkowany (III klasa) natomiast stan ogólny jako zły (V klasa). Według danych z 2009 roku w wodach Widawy poniżej zalewu przekroczone zostały dopuszczalne normy NNH4, NO2 i Cu, co czyniło rzekę na tym odcinku środowiskiem nieprzyjaznym dla bytowania ryb karpiowatych. Badania prowadzone dwa lata później wykazały jednak poprawę niektórych parametrów (np. spadek poziomu NO2), a jej stan w tym czasie pod względem fizyko-chemicznym klasyfikowany był jako dobry (II klasa), natomiast pod względem biologicznym i ekologicznym jako umiarkowany (III klasa). W 2022 roku na zalewie stwierdzono pomór ryb, którego przyczyną był zakwit sinic. Ze względu na istniejące na zbiorniku kąpielisko podlega on stałej kontroli pod względem przydatności do kąpieli. Badania prowadzone są pod kątem zawartości bakterii E. coli i enterokoków, a organem je przeprowadzającym jest PSSE w Oleśnicy. W latach 2014–2024 jakość wody pod tym względem określana była jako dobra bądź doskonała.

## Sport i turystyka
Zbiornik ze względu na dogodne położenie oraz liczne udogodnienia jest często odwiedzany przez okolicznych mieszkańców i turystów. Nad zalewem znajdują się ścieżki rekreacyjne o długość ok. 3,5 kilometra oraz 300-metrowa piaszczysta plaża ze strzeżonym kąpieliskiem. Oprócz niej w pobliżu obiektu znajdują się liczne punkty gastronomiczne, pole namiotowe wyposażone w WC, umywalki i natryski z ciepłą wodą, parking dla kamperów, drewniane wigwamy, boiska do piłki nożnej, koszykówki i siatkówki plażowej, dwa tory do gry w boule oraz linowy plac zabaw dla dzieci. Na zalewie istnieją również dogodne warunki do uprawiania sportów wodnych, na przykład żeglarstwa, windsurfingu czy wędkarstwa, a na jego zachodnim brzegu udostępniona jest przystań wodna, przy której istnieje możliwość wypożyczenia sprzętu wodnego, takiego jak rowery wodne, deski SUP, kajaki czy małe szkoleniowe łodzie klasy Optimist dla osób posiadających odpowiednie uprawnienia. Ze względu na bezpieczeństwo oraz utrzymanie ciszy na całej powierzchni zbiornika zakazane jest jednak korzystania z łodzi oraz innych urządzeń pływających o napędzie spalinowym z wyjątkiem służb oraz osób posiadających odpowiednie zezwolenie od administratora zbiornika. Zalew stanowi także miejsce odbywających się corocznie imprez sportowych takich jak Garmin Iron Triathlon, Moto Summer czy turnieje siatkówki plażowej, a na jego wodach organizowane były również regaty łodzi klasy Omega i Optimist.